# Fundacja Klasyczne Jachty
Fundacja Klasyczne Jachty – fundacja, której podstawowym celem jest ochrona klasycznych jachtów jako dóbr narodowego dziedzictwa kulturowego.

## Historia
Fundacja powstała 19 czerwca 2019 roku w Luzinie koło Gdyni. 
Fundacja popularyzuje uprawianie żeglarstwa na jachtach klasycznych i opartą na nich:
- edukację morską;
- kształtowanie oraz stałe rozwijanie świadomości morskiej jako jednej z podstaw bytu narodowego;
- podejmowanie i wspieranie działań na rzecz rozwoju kultury morskiej (w tym sztuki i literatury marynistycznej), turystyki i krajoznawstwa[3].

Pod opieką fundacji znajdują się następujące klasyczne jachty:
- stalowy s/y Śmiały (rok budowy 1958)[2];
- drewniany s/y Dana, jacht klasy 6 metrów (rok budowy 1927) podarowany fundacji w maju 2024 roku[4]
- stalowy s/y Ina[2] (rok budowy 1987).
- drewniany s/y Politechnika (rok budowy 1978)[5][6]